# Salzwoog
Salzwoog ist ein Ortsbezirk der Ortsgemeinde Lemberg im rheinland-pfälzischen Landkreis Südwestpfalz. 

## Lage
Salzwoog liegt 4 km östlich des Hauptortes an der Gemarkungsgrenze zur Stadt Dahn auf 243 m Höhe im Wasgau, wie der südliche Teil des Pfälzerwalds genannt wird.

## Geschichte
Keimzelle des Ortes war der Salzwooger Hof, der an der historischen Salzstraße lag, die von Lothringen zum Rhein führte, und zugleich an einem Woog, einem damals noch gefüllten Stausee des Salzbachs, der den Betrieb einer Sägmühle ermöglichte. Hier befand sich im Salzwooger Hof eine Zollstation mit Salzwaage. Der Hof gehörte auch historisch zu Lemberg, das im gleichnamigen Amt Lemberg und dort in der Amtsschultheißerei Lemberg lag. Das Amt – und damit auch der Salzwooger Hof – gehörte zunächst zur Grafschaft Zweibrücken-Bitsch, ab 1570 zur Grafschaft Hanau-Lichtenberg, ab 1736 zur Landgrafschaft Hessen-Darmstadt, ab 1794 zu Frankreich, ab 1816 zum bayerischen (Rheinkreis) und ab 1946 zu Rheinland-Pfalz (Einzelheiten siehe hier).

## Politik
Der Ortsteil Salzwoog ist einer von vier Ortsbezirken der Gemeinde Lemberg und verfügt über einen eigenen Ortsbeirat sowie einen Ortsvorsteher.
Der Ortsbeirat besteht aus fünf Mitgliedern, die bei der Kommunalwahl am 9. Juni 2024 in einer Mehrheitswahl gewählt wurden, und dem ehrenamtlichen Ortsvorsteher als Vorsitzendem.
Der Ortsvorsteher von Salzwoog ist Jürgen Ehrhardt (FWG). Bei der Direktwahl am 26. Mai 2019 wurde er mit einem Stimmenanteil von 79,67 % und am 9. Juni 2024 als einziger Bewerber mit 72,88 % jeweils für weitere fünf Jahre in seinem Amt bestätigt.

## Wirtschaft und Infrastruktur

### Wirtschaft
Hauptwirtschaftszweig des aus dem Salzwooger Hof entstandenen Weilers war aufgrund der Lage im Südwesten des Pfälzerwalds die Forstwirtschaft. In der zweiten Hälfte des 20. Jahrhunderts wurde der Ort immer mehr zur Wohngemeinde und öffnete sich auch dem Tourismus. 2008 hatte Salzwoog 280 Einwohner. Einziger Verein am Ort ist die Dorfgemeinschaft Salzwoog e. V.

### Verkehr
5 km in nordöstlicher Richtung liegt Hinterweidenthal; von dort aus sind über die Bundesstraße 10 im Westen Pirmasens (10 km) und im Osten Landau (36 km) erreichbar. Östlich von Salzwoog verläuft die B 427 (Hinterweidenthal–Bad Bergzabern), über die nach 6 km Dahn erreicht wird.

## Sehenswürdigkeiten

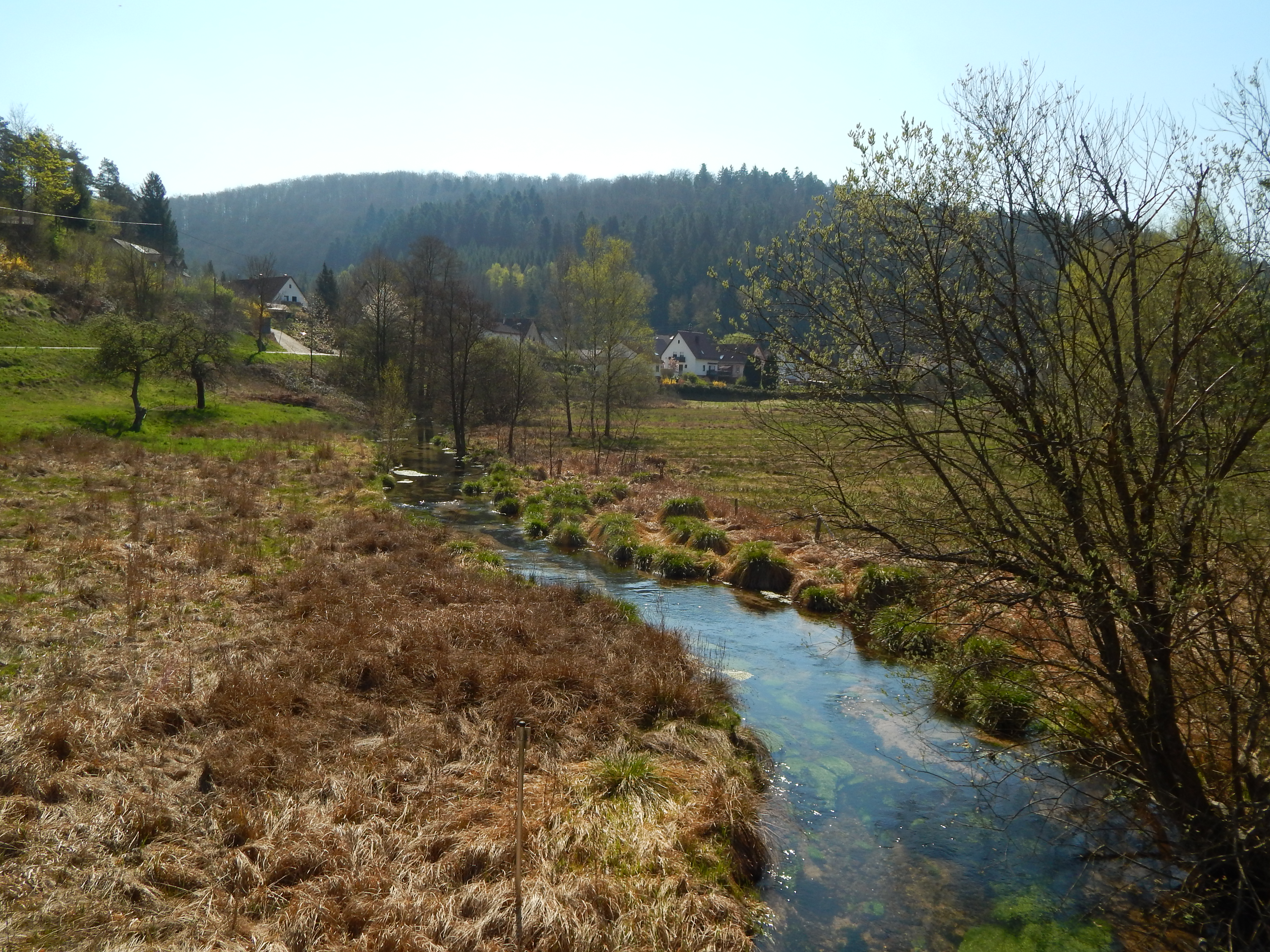
Salzbach bei Salzwoog

Vor allem die Gegend östlich von Salzwoog, das Dahner Felsenland, ist reich an bizarren Felsformationen aus Buntsandstein, zu denen der Teufelstisch bei Hinterweidenthal und der Jungfernsprung in Dahn gehören. Ein kleineres Pendant zum Hinterweidenthaler ist der ähnlich aussehende, aber kleinere Salzwooger Teufelstisch, der westlich des Ortes auf 320 m Höhe liegt. Auf zahlreichen Bergen der Region wurden im Mittelalter Burgen errichtet, von denen einige restauriert sind wie die Reichsburg Trifels; der Berwartstein ist sogar bewohnt. Zu vielen der Sehenswürdigkeiten existieren lokale Sagen, die teilweise auch Eingang in die Literatur gefunden haben.